# 설희 (가수)
설희(1998년 3월 8일 ~ )은 대한민국의 가수이다.

## 경력
- 그룹 '헤이걸스' 멤버